# Конаки-дзидзи
Конаки-дзидзи (яп. 子泣き爺) — ёкай, дух из японского фольклора.
По поверьям конаки-дзидзи способен принимать образ ребёнка с лицом старика. При случае, дух заманивает неосторожных сердобольных прохожих как женщин, так и мужчин, своим плачем и позволяет им взять себя на руки. После того, как конаки-дзидзи поднимают от земли, он вдруг становится тяжёл, словно камень, и придавливает жертву до смерти. В некоторых версиях конаки-дзидзи — это дух дитя, которого оставили умирать в пустыне.

## Этимология
Этимологию слова «конаки-дзидзи» («старик, плачущий как ребёнок»), можно проследить по записям из Сикоку, где этот термин используется для описания старика, который походит на ребёнка, когда плачет. Отсюда название распространилось по всей Японии.

## Культурное влияние
- Конаки-дзидзи является одним из персонажей манги и аниме GeGeGe no Kitarou.